# Fabio Caserta
Pour les articles homonymes, voir Caserta (homonymie).
Fabio Caserta est un footballeur italien né le 24 septembre 1978 à Melito di Porto Salvo évoluant au poste de milieu de terrain avant de devenir entraîneur.

## Biographie
Caserta fait ses débuts de footballeur à Locri. Il passe la grande partie de sa carrière dans les divisions inférieures du football italien, entre la Serie C2 et la Serie B dans les clubs de Locri, de Cremapergo ou encore de l'Igea Virtus Barcellona. Dans ce club, il va taper dans l'œil du Calcio Catane, ce qui constitue un énorme tremplin dans sa carrière. C'est dans un Catane évoluant en Serie B qu'il arrive. Il y restera trois saisons, disputant au passage une centaine de matchs. 
Lors de la saison 2006-2007, pour sa première saison en Serie A, il attire l'attention du voisin de l'US Palerme qui le recrute finalement à l'été 2007 pour 3,6 millions d'euros. En constant ballotage avec Fábio Simplício, il réalise une saison en demi-teinte et se voit transféré la saison suivante à l'US Lecce. Titulaire, il est un membre important de l'équipe mais ne peut éviter la relégation de l'équipe en Serie B au terme de la saison. Il est donc vendu à l'Atalanta, ce qui lui permet de rester dans l'élite.
Après un prêt à l'AC Cesena, il termine sa carrière à la Juve Stabia, en Serie C.
Fabio Caserta dispute un total de 135 matchs en Serie A, inscrivant 13 buts, et 137 matchs en Serie B, marquant 19 buts.

## Palmarès
- Vice-champion d'Italie de Serie B en 2006 avec le Calcio Catane